# Marcel (Radlin)
Marcel  (niem. Emma) – część miasta Radlin, w jego wschodniej części. Jego główną oś stanowi ulica Korfantego.
Obszar Marcela mniej więcej odpowiada osiedlu robotniczemu Kopalni Węgla Kamiennego Marcel (do 1949 Emma):
1945–1950 w gminie Radlin, w 1954 w gromadzie Radlin, 1954–75 w mieście Radlin, 1975–96 w mieście Wodzisław Śląski, od 1997 w mieście Radlin.
Nazwa części miasta wywodzi się od istniejącej w Radlinie kopalni, która nawiązuje do pseudonimu Józefa Kolorza, powstańca śląskiego z Radlina, działacza związków zawodowych w Niemczech i Francji, uczestnika wojny domowej w Hiszpanii.